# Kwanza angolano
Il (nuovo) Kwanza (abbreviata anche in: Kz) è la valuta ufficiale dell'Angola dal 1º dicembre 1999. Il kwanza (codice ISO 4217: AOA) sostituisce il kwanza reajustado (AOR) a un tasso di 1 a 1 milione; rimase in circolazione dal 1995 al 1999. Un kwanza è suddiviso in 100 lwei.

## Sistema monetario dell'Angola
- 1954 - 1977: 1 Escudo Angolano (diviso in 100 centavos)
- 1977 - 1990: 1 kwanza (diviso in 100 lwei) = 1 Escudo
- 1990 - 1995: 1 "novo" kwanza = 1 kwanza
- 1995 - 1999: 1 kwanza reajustado[3][4] = 1.000 "novo" kwanza
- 1999 - : 1 kwanza = 1.000.000 kwanzas reajustados

### Serie 1999

Fronte 1 kz
retro 1 kwanza
5 kwanza
10 kwanza
50 kwanza
100 kwanza